# Japanpapper

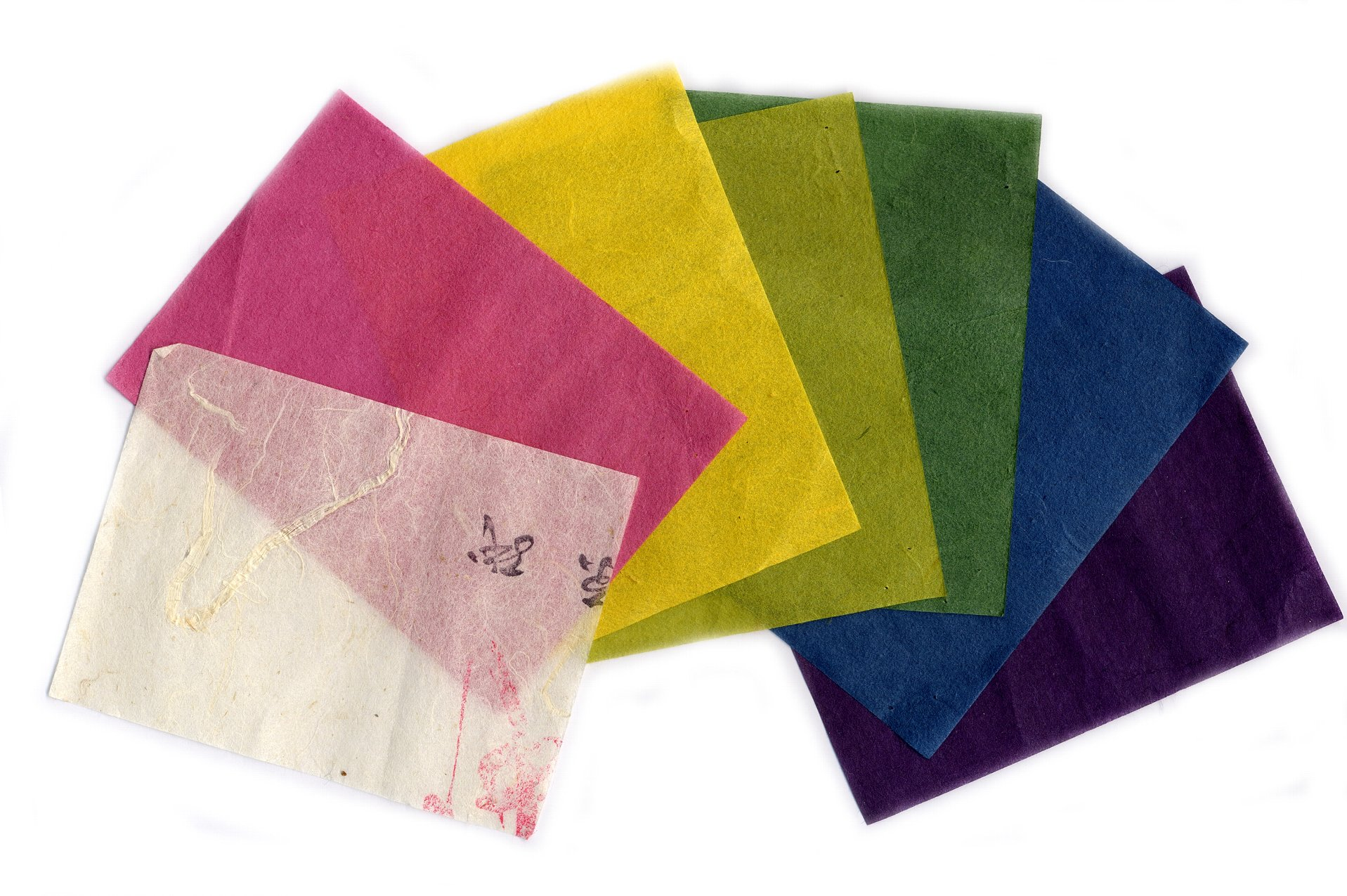
Japanpapper eller washi.

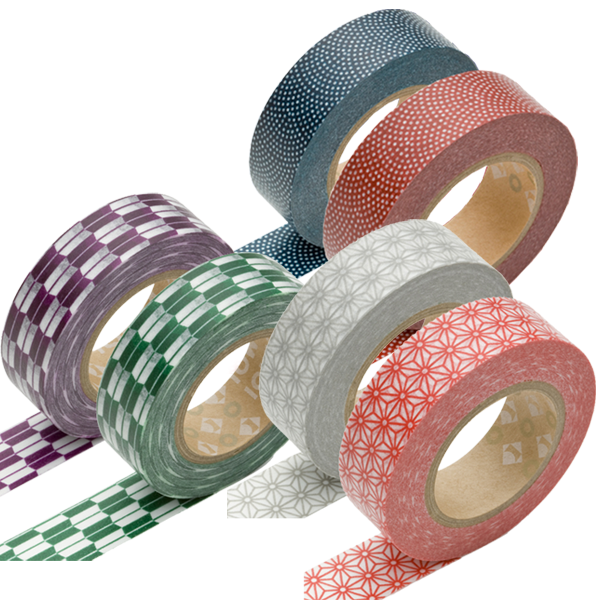
Washi-tape.

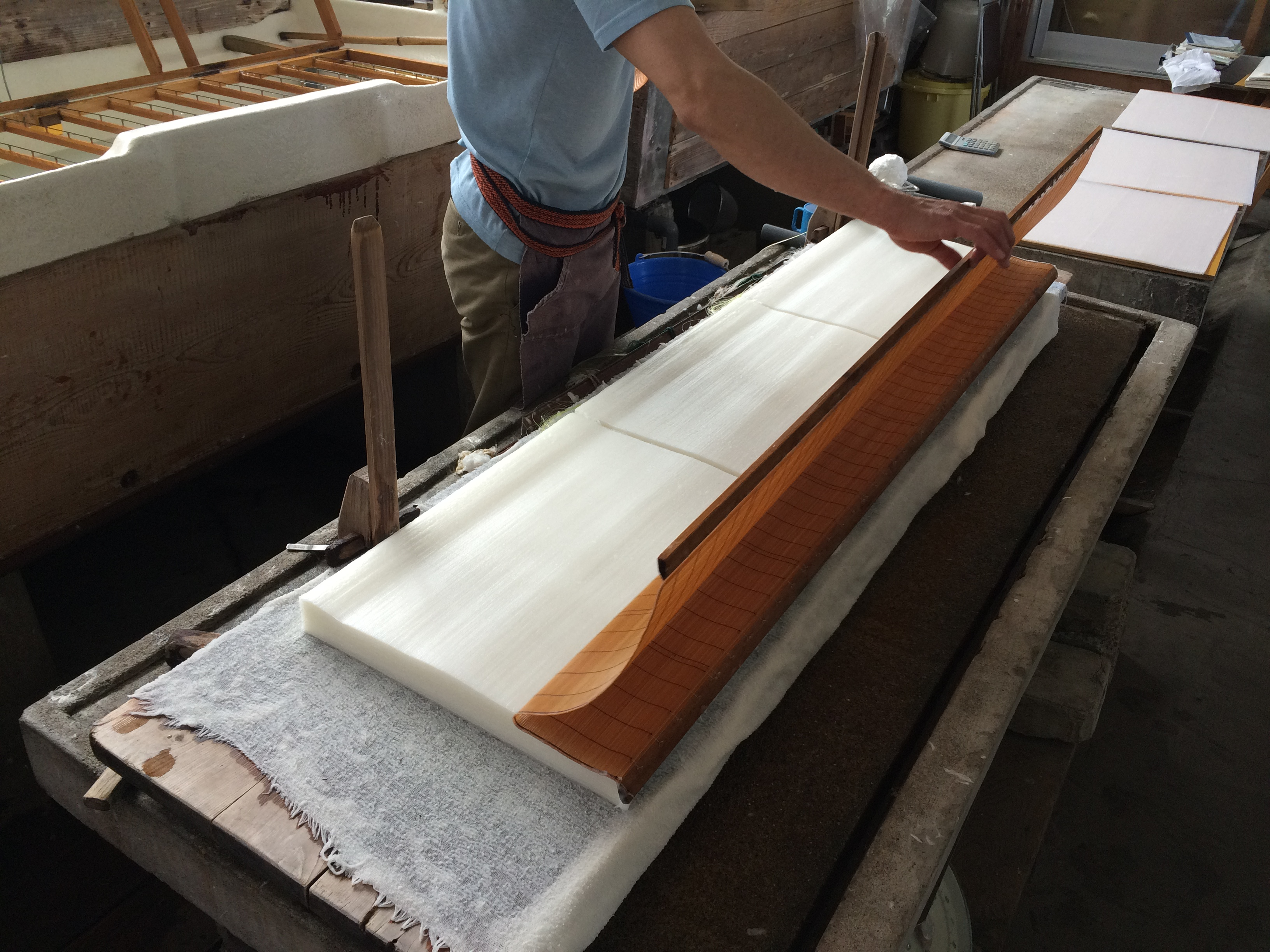
Exempel på produktion av japanpapper i Ise, Mie prefektur (IseWashi).

Japanpapper eller washi (和紙) är en typ av papper som först tillverkades i Japan. Det är generellt härdigare än annat papper och används ofta i papperskonst.

## Terminologi
Ordet japanpapper kom in i svenska språket under första hälften av 1900-talet. Definitionen varierar något mellan olika användare, men betydelsen är ungefär ”tunt och starkt handgjort papper från Japan, tillverkat av bastfiber”. Ibland används ordet rispapper, men det är missvisande. Risplantans fibrer har ytterst sällan använts till papper. Den japanska beteckningen är washi.

## Historik
Konsten att framställa papper kom till Japan på 600-talet. Den hade sitt ursprung i Kina, men japanska tillverkare förbättrade tekniken på olika sätt. Ofta var pappersframställning en bisyssla för jordbrukarfamiljer under vintern. Japans gränser öppnades för omvärlden på 1860-talet och därmed introducerades också västerländsk maskintillverkning av papper. Följden blev att den traditionella tillverkningen kraftigt minskade. Vid sekelskiftet 1900 fanns mer än 60 000 papperstillverkare i Japan. Drygt hundra år senare finns färre än 350 familjebruk kvar.
Japanpapper nådde Europa på 1600-talet. Holland hade då ensamrätt på Europas handel med Japan och kunde sålunda föra in detta papper. Bland andra konstnären Rembrandt van Rijn använde detta papper.

## Tillverkning av washi
Det vanligaste råmaterialet till washi är bast från kozo, pappersmullbärsträd (Broussonetia papyrifera), men även andra träd kan användas. Skott från kozo skärs i halvmeterlånga bitar och barken ångas av, den mörka ytterbarken avlägsnas och innerbarken torkas. När det är dags att tillverka pappersmassa, läggs barken i blöt över natten och kokas sedan med pottaska eller soda som hjälper till att lösa upp stärkelse, fett och garvämnen. Efter noggrann sköljning i kallt vatten skiljs fibrerna åt med hjälp stampverk eller klubbor.
Neri är ett binde- och förtjockningsmedel som bidragit till att göra den japanska tillverkningsprocessen unik. Det utvinns ur en rot som kallas tororo-aoi (Hibiscus manihot). Pappersmassan läggs i ett kar med kallt vatten och neri. En träram med uppspänd duk förs ner i vattenkaret och upp igen, fylld med massa uppslammad i vatten. Neri gör vattnet trögflytande. Pappersmakaren har därför gott om tid att fördela pappersmassan jämnt i ramen innan vattnet runnit ut. Processen upprepas om man vill ha ett tjockare papper. Arket trycks sedan ner på en våt filt. Nästa ark kan läggas direkt ovanpå det föregående. Neri gör att de inte klibbar samman, inte ens efter pressning.

## Användning
Japanpapper/washi är ett starkt, hållbart och ofta mycket tunt papper. Det anses också vara estetiskt tilltalande. Det har därför traditionellt kunnat användas på många sätt i Japan; för böcker, dokument, kalligrafi, träsnitt, sedlar, heminredning, kläder, ceremonier i tempel och tehus, gåvor och omslag till gåvor, origami och mycket annat.
I vår tid har nya tillämpningar tillkommit i Japan såväl som i resten av världen; lagning av böcker och målningar, papper för bläckstråleskrivare, tillverkning av modellflygplan, akvarellmålning, grafisk konst, cosplay mm.